# جوزيف لاو
جوزيف لاو (بالصينية: 劉鑾雄) هو شخصية أعمال صيني، ولد في 21 يوليو 1951 في هونغ كونغ في الصين.